# كلوروكالسيت
كلوروكاسيت هو معدن نادر يوجد في الفوهات البركانية النشطة.